# Parzival (cheval)
Jerich Parzival (né en 1997)  est un cheval hongre alezan du stud-book KWPN, concourant en dressage avec la cavalière néerlandaise Adelinde Cornelissen. Médaille d'or de sa discipline en 2010, il est élu cheval KWPN de l'année 2011. Alors qu'il participait aux Jeux olympiques de Rio, Adelinde Cornelissen abandonne pendant sa reprise de qualification, son cheval apparaissant épuisé.

## Palmarès
- Médaille d’or par équipe aux Jeux équestres mondiaux de 2010
- Médaille de bronze par équipe et médaille d’argent individuelle aux Jeux olympiques d'été de 2012 à Londres
- Médaille de bronze par équipe et médaille d’argent en individuel aux Jeux équestres mondiaux de 2014 à Caen